# Interferona de tipo I

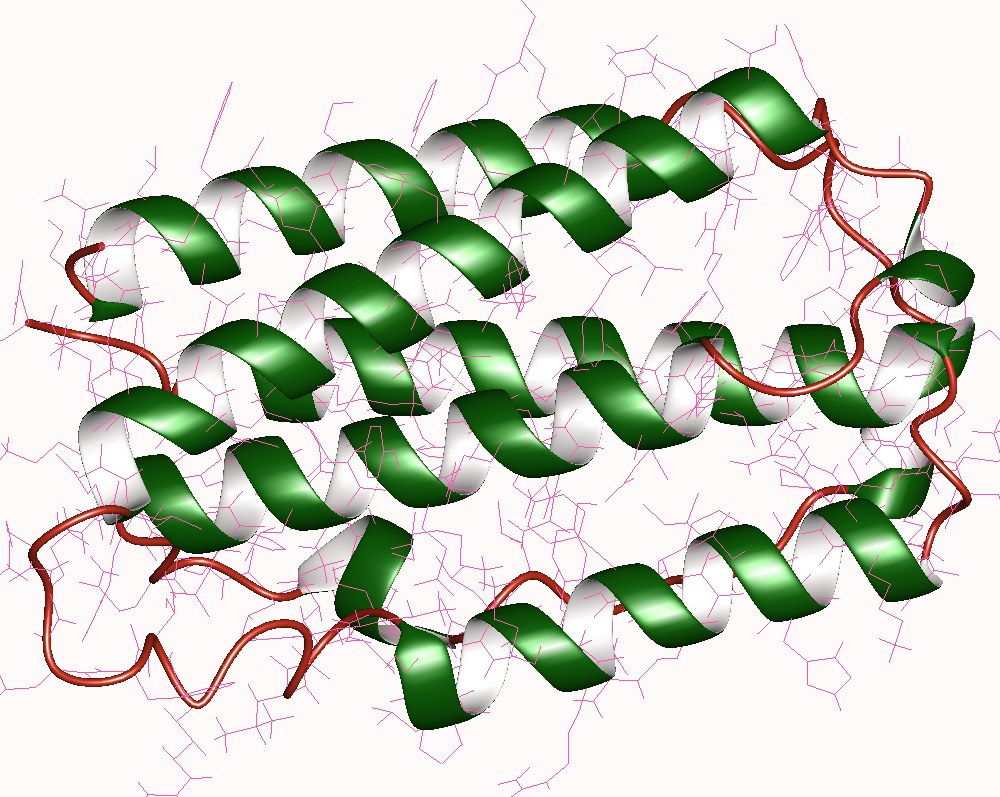
Interferona beta

Interferonas de tipo I humanas (IFNs) são um grande subgrupo de proteínas interferona que ajudam a regular a atividade do sistema imunológico. Interferonas ligam-se a receptores de interferona. Todas as IFNs tipo I ligam-se a um complexo de receptores da superfície celular conhecido como receptor IFN-α (IFNAR) que consiste de cadeias IFNAR1 e IFNAR2. IFNs tipo I são encontradas em todos os mamíferos, e moléculas homólogas (similares) tem sido encontradas em espécies de aves, répteis, anfíbios e peixes.